# 데이터그램
데이터그램(datagram)은 패킷 교환 네트워크와 관련된 기본 전송 단위이다. 데이터그램은 일반적으로 헤더 (컴퓨팅) 및 페이로드 (컴퓨팅) 섹션으로 구성된다. 데이터그램은 패킷 교환 네트워크를 통해 연결 없는 통신 서비스를 제공한다. 네트워크는 데이터그램의 전달, 도착 시간 및 도착 순서를 보장할 필요가 없다.

## 구조
각 데이터그램에는 헤더 (컴퓨팅)와 데이터 페이로드 (컴퓨팅)라는 두 가지 구성 요소가 있다. 헤더에는 장비와 네트워크 간의 사전 교환에 의존하지 않고 발신 장비에서 대상까지 라우팅하는 데 충분한 모든 정보가 포함되어 있다. 헤더에는 형식-길이 필드뿐만 아니라 소스 및 대상 주소가 포함될 수 있다. 페이로드는 전송될 데이터이다. 태그가 지정된 헤더에 데이터 페이로드를 중첩하는 프로세스를 캡슐화라고 한다.

## 같이 보기
- 네트워크 소켓